# Gladiators (evento de lucha libre profesional)
Gladiators: Liga de Campeones de Lucha Libre fue un torneo de lucha libre profesional producidos en una empresa conjunta entre las empresas mexicanas y estadounidenses Major League Wrestling, Impact Wrestling, Aro Lucha, Lucha Libre AAA Worldwide y Lucha Libre Elite. El evento dará inicio el 2 de mayo de 2019 desde el Frontón México en la Ciudad de México.
La lista completa de participantes no se ha revelado, pero se ha anunciado que habrá un torneo separado para las divisiones de Peso Pesado, Peso ligero, Peso Medio, Peso wélter y en parejas. Los eventos de Gladiador son patrocinados por el canal de televisión mexicano Azteca 7.

## Luchas pactadas

### Día 1: 2 de mayo
- Ciclón Ramirez Jr. derrotó a Villano III Jr.
  - Ramirez cubrió a III con un «Roll-up».
- Imposible derrotó a Arez.
  - Imposible cubrió a Arez con un «Imposible Special».
- Averno derrotó a El Hijo de Pirata Morgan y Verduga en un Elimination Match.
- Ace Austin derrotó a Drastik Boy.
  - Austin cubrió a Boy con un «The Fold».
- Astral derrotó a Relámpago.
- Bengala & Puma King derrotaron a Los Mercenarios (El Texano Jr. & Rey Escorpión).
  - Bengala cubrió a Texano con un «Shooting Star Press».
- Laredo Kid derrotó a Último Maldito.
  - Kid cubrió a Maldito con un «450 Splash».
- Eddie Edwards y Golden Magic derrotó a Eterno en un Elimination Match.
  - Edwards cubrió a Eterno después de un «DDT».
- Lucha Brothers (Fénix & Pentagón Jr.) derrotaron a The Rascalz (Dezmond Xavier & Zachary Wentz).
  - Pentagón cubrió a Wentz después de un «Pentagon Driver».
- L.A. Park y Taurus derrotaron a Pagano.
  - Park cubrió a Pagano después de un «Spear».